# Hjärtesånger (1895)
Hjärtesånger 1895 är en sång- och psalmbok "för enskild och allmän uppbyggelse". Den femte upplagan gavs ut 1895 på Betlehemsstjärnans förlag i Kräklinge. Utgivare var predikanten Emil Gustafson, som angav sig själv som författare till de flesta av de 260 psalmsångerna. "Till undvikande af missförstånd" uppger "utgifvaren" "Att icke alla men de flesta äro originalsånger." Psalmboken är tryckt i Örebro på Bolinska Boktryckeriet.
En elfte upplaga gavs ut i sambindning av ett tryck med Förbundssånger från 1903. Delen med Hjärtesånger hade Betlehemsstjärnans förlag som utgivare, från Torp i Kumla och anges vara tryckt i Askersund hos Askersunds boktryckeri Aktiebolag 1907. Medan Förbundssånger i samma bindning var tryckt hos Bohlinska boktryckeriet i Örebro.
År 1911 slogs titlarna ihop under namnet Förbundstoner och kom då att bestå av 750 sånger (ej att förväxla med Förbundssånger).
Gustafson var en ivrig evangelist i Helgelseförbundet. Under sin korta levnad utgav han ett stort antal predikningar och skrifter, som liksom denna psalmbok uppges vara den sanna och rätta tolkningen av Guds ord i Bibeln. Flera andra författare medverkar i Hjärtesånger, men i de flesta fall anges endast signaturer, vilka kan vara svåra att bedöma. Till varje psalm i Hjärtesånger inleder han med ett utvalt bibelcitat, som anknyter till den följande psalmtexten.
Psalm nummer 96 Låt synden ej råda av Andrew L. Skoog, är den enda psalmen som har copyright för texten i Hjärtesånger.
Förord
Emil Gustafson inleder med en fyra verser lång kursiverad dikt utan titel men signerad.
| "På toner, skärande och skarpa, Ej går min sång; den är mig lärd Invid Guds Faders silfverharpa, Dess ljud jag tyder för en verld. Trots konstens alla medel mången Ej fann min enkla melodi, Ty falska toner får blott sången, Om ej hjärta slå deri." | Hvad jag tillfullo i mitt härta känner Jag sjunger ut i dess enkla ljud. O, må det bringa alla Jesu vänner Och hvarje själ ett budskap ifrån Gud. Så är min sång ett litet eko bara, Som skaparanden nedlagt i mitt bröst; Men hur svag den hviskning måtte vara, Som jag förnummit af min Herres röst. Utgifvaren. |

Register över alla psalmsånger och körer.
Psalmboken innehåller inledningsvis ett "Kör-Register", ett "Register upptagande sångens begynnelseord" samt en förteckning över "Innehåll: I-XXIV" för indelning av sångerna från Väckelse- och Inbjudningssånger till Barnsånger och är systematiskt ordnat i psalmernas nummerordning. Något författarregister finns inte. Till varje sångtext har Gustafson knutit ett bibelord.

## I. Väckelse- och inbjudningssånger
- 1 Han tände lyktor i den mörka dimman Finns på Wikisource.
- 2 Men då igenom seklernas sekunder Finns på Wikisource.
- 3 Ledd av nattens bleka stjärnor Finns på Wikisource.
- 4 Låt trädet stå ännu ett år av Emil Gustafson Kör: Ett år, ett ögonblick ännu
- 5 Vi gå till det land för de helga och rena Finns på Wikisource.
- 6 O, mänska, säg, vill du dig ej begiva av Emil Gustafson
- 7 Det stod en man vid sina lador gamla av Emil Gustafson
- 8 Den rike mannen lever uti flärden av Emil Gustafson
- 9 O människa, som älskar denna världen av Emil Gustafson
- 10 I dina ungdomsdagar Finns på Wikisource.
- 11 Ungdom i lifvets vår
- 12 Säg har du mod av Emil Gustafson
- 13 Jag såg en stjärna falla Finns på Wikisource.
- 14 Du har namn att du lever av Emil Gustafson
- 15 O, människa, som i de tanklösas led av Emil Gustafson (Tryckfel som 14. Nr 15 saknas i ordningen) Kör: O, vill du ej vända åter
- 16 Är det intet för dig fyra verser "från engelskan" under rubriken "Väckelse- och inbjudningssånger". Samma titel och inledning finns i Samlingstoner men med en helt annorlunda text för tre verser under rubriken "Väckelsesånger".
- 17 O, underbar kärlek av Emil Gustafson
- 18 Men varför är du så förskräckt för Gud Finns på Wikisource.
- 19 Förlorade son, o, med smärta vi se av Emil Gustafson Kör: Lyssna till din faders röst
- 20 Hvi gråter du av Emil Gustafson
- 21 Med vällust tecknad uti varje drag av Emil Gustafson
- 22 Så förhärda ej ditt hjärta av Emil Gustafson Kör: Kom och sök nåd nu hos Jesus
- 23 Jesus syndare undfår av signaturen L-d. Kör: Sjung det om, sjung om igen
- 24 O, öppna ditt hjärta för Herren
- 25 Ack, dyrköpta mänska, vad tänker du på av signaturen +
- 26 Människofruktans dödliga snaror av Emil Gustafson Kör: Vill du taga ditt kors
- 27 Var är mitt vilsna barn i kväll Finns på Wikisource.
- 28 Herre Gud en nattvard tillrett av Joël Blomqvist Kör: Kom och gå in
- 29 Under hyllningssånger höga av Emil Gustafson Kör: Jesus Kristus går här fram
- 30 En skara av hemgångna helgon jag ser av Emil Gustafson Kör: De glänta i portarnas gyllene
- 31 Själ, i stormens brus
- 32 Frukta ej, betyngda själ av Emil Gustafson Kör: Kom blott sådan som du är
- 33 Kom, kvalda själ, till korset fram av Emil Gustafson Kör: Ty rening finns för varje själ
- 34 Han en synderska förlät av Emil Gustafson Kör: Se, han syndare undfår
- 35 För intet, ack hör, för intet av signaturen A —der, som står för Anna Ölander. Kör: För intet, ack hör, för intet
- 36 Det fins en källa fyld med blod Finns på Wikisource.
- 37 Ehvad dig möter, käre vän Finns på Wikisource.
- 38 Kom till mig, du trötta själ av signaturen G-f.
- 39 Nu ej mer du sörja skall från M. E. K. förlag Kör: Jesus borttog all din syndaskuld

## II. Adventssånger
- 40 Stå upp Jerusalem, du frälsta skara av Emil Gustafson. Kör: Stån upp, ty frälsningen är mycket nära
- 41 O, kom och se det majestät översättning. Kör: Hosianna, Davids son
- 42 Himlen mulnar, mörka skyar draga
- 43 Lys, du morgonstjärna klara av S. H.
- 44 Åter få med fröjd vi sjunga av Anna Ölander. Mel.: Se, o Gud, din lilla skara. Kör: O, du höge ärans konung

## III. Julsånger
- 45 Härlig den natten Finns på Wikisource.
- 46 Var hälsad, sköna morgonstund Finns på Wikisource. Se noterna
- 47 Det var natt och Sions skara Finns på Wikisource.

## IV. Om Jesu namn etc.
- 48 O, underbara namn ur Lilla Basunen. Kör: Si, underlig och råd han är
- 49 Se, Jesus är ett tröstrikt namn Finns på Wikisource. Se Projekt Runeberg för noterna.
- 50 Hur ljuvligt klingar Jesu namn Finns på Wikisource.
- 51 O Jesus, Jesus, Herre kär av Emil Gustafson och signaturen F-r.. Kör: Dag ifrån dag och år ifrån år
- 52 O, att med tusen tungors ljud Finns på Wikisource.
- 53 Tag det namnet Jesus med dig Finns på Wikisource.
- 54 O, säg ett ord om Jesus. Kör: O, säg ett ord om Jesus  I Svenska Missionsförbundets sångbok 1920 vid nr 555 står att Fanny Crosby författat texten och Fredrik Engelke översatt den till svenska.

## V. Jesu lif, lidande och död
- 55 Jag hans ömma kärlek spårar av Emil Gustafson
- 56 Ljufligt är i tanken Jesus följa av Carl Boberg
- 57 Varför blev han från oss tagen av Emil Gustafson
- 58 Ack, såg du någon morgon skön av Carl Boberg
- 59 Men, Simon, Simon, sover du? av Emil Gustafson
- 60 Mörk var den stund, Getsemane av Emil Gustafson
- 61 Kommen bröder, nu vi tåga Finns på Wikisource.
- 62 Jag vill sjunga om min Jesus av B-dt finns också i Det glada budskapet 1890 nr. 108.
- 63 O, hvilken kärlek, kärlek stor av Emil Gustafson
- 64 Herre till att känna dig av Emil Gustafson

## VI. Jesu uppståndelse och himmelsfärd
- 65 Gamla och unga, upp att lovsjunga av K. V. M-n.
- 66 Kristus är uppstånden, fröjda dig, min själ
- 67 O, hvad fröjd, han lefver
- 68 Varför står du lilla skara av Emil Gustafson
- 69 Jag har en frälsare, så stor och mäktig av Emil Gustafson
- 70 Jag har en frälsare, som för mitt hjärta av Emil Gustafson

## VII.  Den benådades tacksägelse
- 71 Jag följde denna världens lopp av Emil Gustafson
- 72 Nu himlen glädes av Emil Gustafson
- 73 Si, Gud mig frälste bearbetning. Nr 325 Se, Gud mig frälsat 8v. Kör: Jag är lycklig, till Guds ära
- 74 Glad i mitt sinn' av Nils Frykman. Nr 56 Herde-Rösten 1892
- 75 Jag vill sjunga bearbetning av Emil Gustafson av nr 103 Psaltarpsalm Lova Herren, min själ
- 76 Som lilla fågeln på sin gren av Nils Frykman
- 77 O, hur skönt att prisa Gud av K. F.

## VIII.  Jesu efterföljelse
- 78 Farväl, o värld Finns på Wikisource.
- 79 Vill du ta ditt kors, min vän av Emil Gustafson
- 80 Har du mod att följa Jesus
- 81 O, att bli intet, intet upphovsman ej angiven
- 82 Att få ett renat hjärta av Emil Gustafson
- 83 Jag är ej mer min egen av Emil Gustafson och + Finns på Wikisource.

## IX. Om Kärleken
- 84 Si, på nådens himmel, ren och klar av Emil Gustafson
- 85 Kärlek är att hjärtat giva av Emil Gustafson
- 86 Jag känner dig av Emil Gustafson
- 87 Simon Jona, säg, älskar du mig
- 88 Se, huru ljuvligt och gott det är av  C. V. C.
- 89 Kiven ej på vägen, bröder av J. G.

## X. Om frälsning från synden
- 90 Fräls mig helt Kör:Dyre milde Herre Jesu av Emil Gustafson
- 91 Herre, Herre, du har mig rannsakat
- 92 Sin frid han i mitt hjärta Kör: Nu mitt hjärta är vitt
- 93 En källa flödar djup och klar av Eric Bergquist Kör: I blodet rening är
- 94 Ty ha vi införlivats av Emil Gustafson
- 95 Nu mitt översälla hjärta av Emil Gustafson. Kör: Pris och ära
- 96 Låt synden ej råda Finns på Wikisource.
- 97 Herre, min Gud, var mig nära på färden av C. V. C och Carl Lundgren

## XI. Den helige Ande och helgelse
- 98 Strömmar av nåd efter norskan
- 99 O, du kärleksrike Ande från engelskan
- 100 Se, Herren uppenbaras Kör: O, Herre, gör mig så stilla
- 101 Dig, Herre kär, jag vill för evigt giva av Emil Gustafson
- 102 Ditt är livet, men ej må du översatt av Emil Gustafson
- 103 Mitt hjärta finner ingen ro bearbetad av Emil Gustafson
- 104 Inför dig jag sjunker neder av +
- 105 Min Jesus, min Jesus, mitt hjärta intag av Emil Gustafson
- 106 Vem rör mig? av Horatius Bonar bearbetad av Emil Gustafson
- 107 Avskild för min Herres räkning text av Emil Gustafson
- 108 O, jag vill luta av Emil Gustafson

## XII. Om frälsning från synden
- 109 Ljuva viloplats vid Jesu hjärta av +
- 110 Herren min herde är Omarbetning av Psaltaren 23
- 111 Var nu ej bedrövad bearbetning av Emil Gustafson av Psaltaren 46
- 112 Jesus mig befriat har bearbetning av Emil Gustafson av Psaltaren 63:8
- 113 Nu har fågeln funnit näste bearbetning av Andrew L Skoog av Psaltaren 84:4
- 114 O, jag har en vän som älskar mig av Andrew L Skoog
- 115 Jag lyfter mina ögon upp till bergen
- 116 Medan livets stormar rasar ur Väckelse- och Lofsånger

## XIII. Glädjen i Jesus
- 117 Jag har en vän där ovan skyn
- 118 Så lycklig i Jesus, så lycklig jag är ur Stridssånger
- 119 Nu har det ingen nöd, Jesus är min av +
- 120 Min Jesus är han alla dagar, alla dagar av Emil Gustafson
- 121 O, hur mången själ, som klagar av Emil Gustafson
- 122 Jag har en vän så hvit och röd av Emil Gustafson

## XIV. Lofsånger
- 123 O store Gud
- 124 När jag i bibeln skådar av Carl Boberg
- 125 Så haf nu, själ, ett muntert mod av Carl Lundgren nr 8 i Det glada budskapet.
- 126 O, huru sällt att få vara Guds barn av J. Korp.
- 127 Kära själ, stå upp och kasta bort nr 138 i Det glada budskapet.
- 128 Jubla nu, mitt sälla hjärta
- 129 Hulde Jesus, du mig frälsat från M. E. K. förlag
- 130 Ljuvlig stillhet kring mig råder översättning från engelskan

## XV. Under kors och lidande
- 131 Var finnes väl ro för mitt hjärta av Carl Lundgren
- 132 Jag hafver ett ögonblick gömt mig av Carl Lundgren
- 133 Ack, blicka mot himlen från M. E. K. förlag
- 134 Är du i nöd av N. & N.
- 135 O ljuvliga tanke av Emil Gustafson och +
- 136 Jag är en gäst och en främling av Emil Gustafson
- 137 Gud är trofast av Carl Boberg
- 138 Mästare, stormarne rasa fri översättning
- 139 Kämpande vid brutet roder av Emil Gustafson
- 140 Lutad mot Jesus av Emil Gustafson

## XVI. Stilla undergifvenhet och förtröstan
- 141 O, nu kan jag ej förstå dig av Emil Gustafson
- 142 Ett stilla barnahjärta Finns på Wikisource.
- 143 Säll är den, som hoppas uppå Herren av Emil Gustafson
- 144 Idel kärlek är hans vilja bearbetad av Emil Gustafson
- 145 Stilla, undergivna själar av Emil Gustafson
- 146 Hur underlig är du i allt vad du gör Finns på Wikisource.
- 147 Då den vilda stormen kring mig tjöt av Emil Gustafson

## XVII Hemlandssånger
- 148 Säll är du
- 149 Låt ej stormen dig förfära av +
- 150 Var finns det land av G-f.
- 151 I sin kärlek rik och stor
- 152 O, vem är väl hon av Emil Gustafson
- 153 Jag såg en lycklig pilgrim ur Harpotoner
- 154 Jag är en främling här
- |155 Nu är jag mätt, ja, riktigt storbelåten av Emil Gustafson Kör: Icke till världen, mitt hopp
- 156 Mitt hem är ej på jorden av Nils Frykman kör: Sälla hem, mitt kära hem Finns på Wikisource.
- 157 Det finnes en stad, skön och präktig av Emil Gustafson Kör: Jag suckar: O vore jag där
- 158 Ljus efter mörker Finns på Wikisource.
- 159 Vi tala om sällhetens land Finns på Wikisource.
- 160 O tänk, när frälsaren
- 161 O tänk, att snart ingår

## XVIII. Herrens ankomst etc.
- 162 Dig, min brud, jag vann med smärta av Emil Gustafson
- 163 Vid midnattsklockans dofva klang av Carl Boberg i samarbete med Emil Gustafson. ©
- 164 Jesus kommer! Jesus kommer! av Johannes Alfred Hultman
- 165 Salig och helig, helig är den av Emil Gustafson i samarbete med +
- 166 O, den ljusa, gyllne morgon Herde-Rösten 1892 nr 146 och utan författare där också,
- 167 Oss ett härligt rike väntar ur Väckelse- och Lofsånger
- 168 Vid basunens ljud Finns på Wikisource.
- 169 När Jesus för tronen skall samla ur Sions sånger den laestadianska varianten.
- 170 Och när skörden är slut
- 171 Livet förrinner så fort som en dröm Finns på Wikisource.

## XIX. Missionssånger
- 172 Låtom oss nu alla skynda av Emil Gustafson
- 173 Så den ädla säden re'n i morgonväkten
- 174 Skördetid är när ur Pilgrimens Lof
- 175 Gladt framåt, är Jesu helsning ur Stridsropet
- 176 O, må vi aldrig blygas bearbetning av Emil Gustafson
- 177 Lyss, det är herdens röst jag hör ur Pilgrimens Lof

## XX. Vid bönestunder
- 178 Säg allting för Jesus av Emil Gustafson i samarbete med +
- 179 O, käre Gud, du hör den armes trängtan av Emil Gustafson
- 180 Fader, dig till oss vänd av Eric Bergquist. (Ev. samma som 1819 års O Jesu Krist, dig till oss vänd)
- 181 Låt oss, som spejarna av Eric Bergquist
- 182 Mäktige Gud, som uti fordna tiden av Eric Bergquist
- 183 Välkommen, stilla sabbatsdag av Eric Bergquist
- 184 Jesus, Herre kär av K. F. i samarbete med Emil Gustafson
- 185 Jesus, du min fröjd och fromma Finns på Wikisource.
- 186 Kom, huldaste förbarmare Finns på Wikisource.
- 187 Vår Gud är oss en väldig borg Finns på Wikisource.
- 188 Oss välsigna och bevara vers 7 av Samuel Johan Hedborn psalm Höga majestät.
- 189 En såningsman gick ut att så av Emil Gustafson
- 190 Nu Herren åter oss vederkvickt av +
- 191 Tack, o Jesus kär bearbetning av Emil Gustafson

## XXI. Vid särskilda tillfällen
1. Nattvardssånger 192-193
- 192 Hur avskyvärd är ej den skam av Emil Gustafson och +. Mel.: Nr 63 O, vilken kärlek, kärlek stor
- 193 Herre god, uppfriska och välsigna från engelskan. Mel.: Är det sant att Jesus är min broder

2. För sjuka 194-196
- 194 Aldrig ensam! O, mitt hjärta av Emil Gustafson. Mel.: nr 90 Fräls mig helt och mig bevara
- 195 Samme Jesus, som av andras av Emil Gustafson
- 196 Dyre vän, o, ser du icke av H. S.. Mel.: nr 89 Kiven ej på vägen bröder

3. Födelsedagen 197
- 197 Som du, min broder, än en gång av Andrew L Skoog. Mel.: Som lilla fågeln på sin gren

4. Vid grafven 198-199
- 198 De samlas nu hem ifrån varje land översättning. Kör: Vi samlas hem, samlas hem
- 199 Visst dödsflodens bölja är mörk och kall ur Stridsropet

5. Afskedssånger 200-201
- 200 Så få vi, dyre vänner av Emil Gustafson
- 201 När som livets stormar flytt med titeln Möt mig där! refräng

6. Nyårssånger 202
- 202 Än ett år du giver oss av Anna Ölander

## XXII. Morgon- och aftonsånger
- 203 I ensamhet med Jesus
- 204 O, må hans dyra stämma
- 205 Herre, du mig räckte av Carl Lundgren
- 206 O, ljuva, sälla morgon av Emil Gustafson
- 207 Si, dagen gryr och natten flyr Finns på Wikisource.
- 208 Jesus, mig bevara av Emil Gustafson Mel.: Helsokällans flöde
- 209 Mitt hjärtas sol, o Herre kär
- 210 Välkommen, skymningsfrid så skön av Carl Lundgren
- 211 Ljuv är sena aftontimman av C. H.

## XXIII Blandade sånger
1. Den kristliga sången 212-215
- 212 Jag såg en lärka svingaav Emil Gustafson
- 213 O, jag mins en gång Finns på Wikisource.
- 214 Är jag i min stilla ensamhet av C. W. C.
- 215 Stån upp, käre bröder av Emil Gustafson

2. Väckelsesånger 216-221
- 216 Grip den flyende minuten av Emil Gustafson
- 217 Var är du? av Emil Gustafson
- 218 Så skyndom oss nu av Emil Gustafson
- 219 Ingen hinner fram till den eviga ron Finns på Wikisource.
- 220 O mänska, du som i synden drömmer av +
- 221 Hur mången själ, som under vintertiden av Emil Gustafson

3. Tidsanden 222-223
- 222 Man strider käckt i våra da'r ©
- 223 Man måste troget följa med sin tid av J. P. S.

4. Förnöjsamhet 224-225
- 224 Vad det gör mänskan nöjd av Emil Gustafson
- 225 Om kära vänner mig bortglömma av Carl Lundgren

5. Solsken i hemmet 226-227
- 226 Men hör du kära Marta, som springer ut och in Finns på Wikisource.
- 227 En vänlig blick den kostar ju så föga av Emil Gustafson

6. Den benådades tacksägelse 228-230
- 228 Så är jag ej mera en lustarnas slav av Emil Gustafson
- 229 Jag lefvde en tid utan Gud här i världen av Carl Lundgren
- 230 O, Lammets blod, du ljuva reningsflod översatt från norska av Carl Lundgren

7. Troendes förmåner 231-233
- 231 O, vet du. min broderav Carl Lundgren
- 232 Vid levande källan, jag vilar förnöjdav Emil Gustafson
- 233 Göm du mig för tidens tomma flärd av Emil Gustafson

8. Älsken hvarandra 234-235
- 234 När någon syndare födes på nytt Finns på Wikisource.
- 235 Du arma själ, som i din fromhet sitter av Emil Gustafson

9. Under lidanden 236-239
- 236 Så säger den Helige av Emil Gustafson
- 237 Arma hjärta Finns på Wikisource.
- 238 O, lita helt på Jesus
- 239 Jag fröjdas, när jag tänker på av Carl Lundgren

10. Hemlandssånger 240-244
- 240 Se upp och sjung av Emil Gustafson
- 241 O, se vilken skara av kämpar som ila av Emil Gustafson
- 242 Frälsta skaror ofvan jordegrusen Finns på Wikisource.
- 243 Vi bo ej här
- 244 Nu vi vandra till Jerusalem

11. Fullkomlig kärlek 245-247
- 245 En kärlek har jag blott ännu Finns på Wikisource.
- 246 Trösta på Herren - hans heliga fot
- 247 En hjärtevän jag funnit av Emil Gustafson

12. Bönestunden 248
- 248 På de gröna ängar han oss leder av Emil Gustafson

## XXIV. Barnsånger
- 249 O, hur stort att tro på Jesus uti unga år Finns på Wikisource.
- 250 Det gör ej mänskan dyster Finns på Wikisource.
- 251 Lyckliga barn, som ha Gud till sin far Finns på Wikisource.
- 252 Bed mig ej att synda Finns på Wikisource.
- 253 O, säg mig än en gång hans namn Finns på Wikisource.
- 254 Jag är ett litet, litet lamm Finns på Wikisource.
- 255 I fordom tid uppå Nilen sam Finns på Wikisource.
- 256 Vid skogens milda brusning Finns på Wikisource.
- 257 Tänk när lammen få Finns på Wikisource.
- 258 Stunder så kära Finns på Wikisource.
- 259 Hosianna, glatt vi sjunga här Finns på Wikisource.
- 260 Pris vare Gud, som kärlek är! Finns på Wikisource.

## Evangelisten
- 1 Jag gråtit har, men också sjungit under färden 11 verser av Emil Gustafson

### Författare och signaturer
För många av sångerna, som inte undertecknats av Gustafson själv, ofta med signaturen E. G-n. anges öfversättning vilken ibland skrivs vara fri och ofta från engelskan men också från tyskan. I sin Upplysande anmärkning skev han att N:o 60 och 63 äro frånsett kör och melodi, nästan ordagrant återgifna ur "Frälsningsarméns" publikationer, hvarförutom ett par tre körer äro hemtade ur samma källa. Trots denna utgivarens egen kommentar anges han själv som författare vid sångerna ifråga. Exempel på några olösta signaturer vid psalmerna är:
+ är signaturen för psalmförfattaren och kompositören Frances Ridley Havergal med översättningar till svenska av Lina Sandell-Berg. Hennes engelska texter sjöngs av Ira D. Sankey och översattes till svenska av bland andra Erik Nyström och Lina Sandell. Jämför psalm 83.
B-dt
C. H.
C. L. N.
C. V. C. alt. C. W. C.
F-r.
G-f.
H. S.
J. G.,
K. F.,
K. V. M-n..
L-d.,
N. & N.
S. H..
Rubrikregister